# Oxyopsis peruviana
Oxyopsis peruviana är en bönsyrseart som beskrevs av Terra 1995. Oxyopsis peruviana ingår i släktet Oxyopsis och familjen Mantidae. Inga underarter finns listade i Catalogue of Life.